# Federico D’Incà

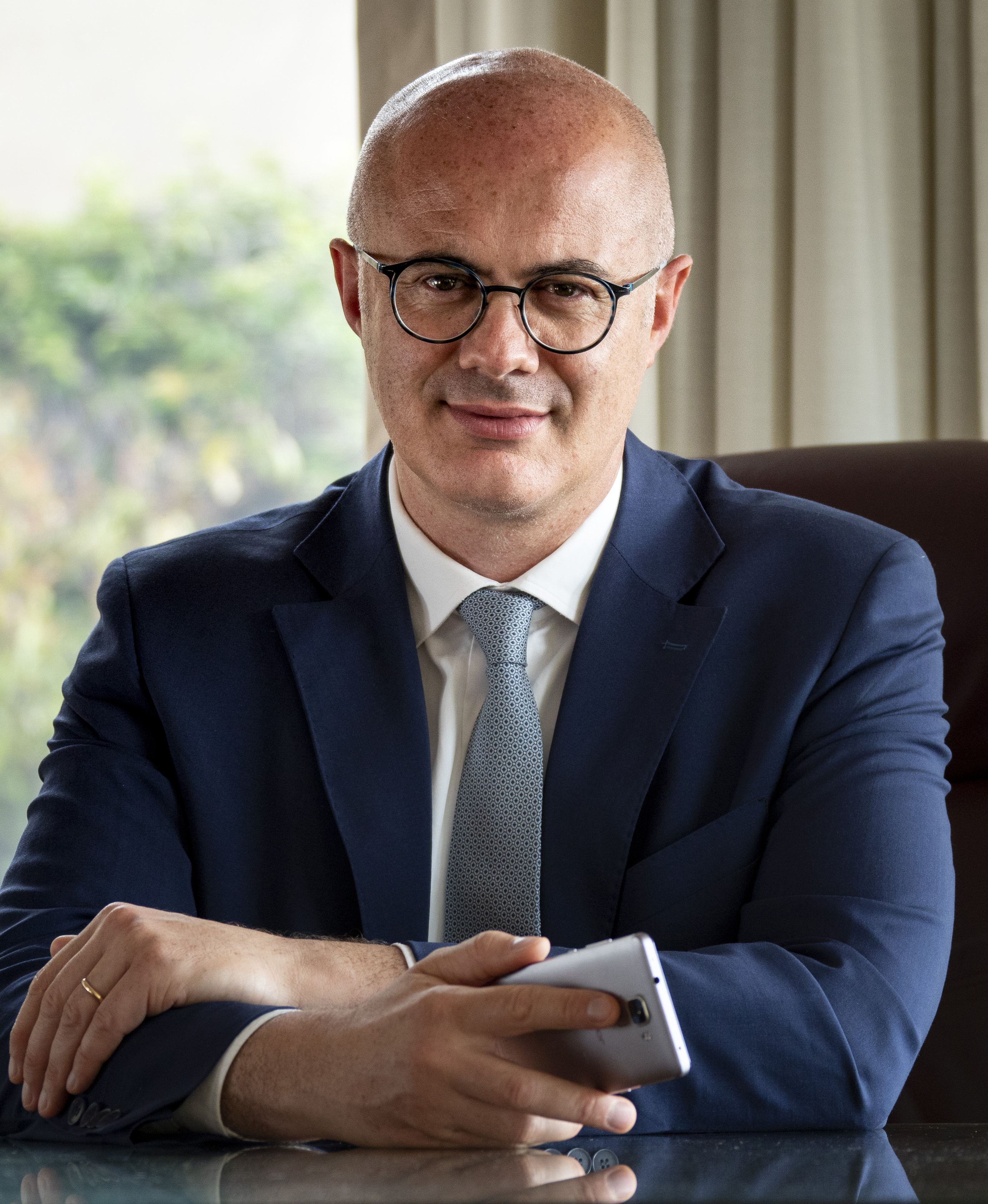
Federico D’Incà (2018)

Federico D’Incà (* 10. Februar 1976 in Belluno) ist ein italienischer Politiker der Fünf Sterne Bewegung (M5S), seit 2013 Abgeordneter in der Camera dei deputati und seit 2019 Minister ohne Geschäftsbereich für die Beziehungen zum Parlament in den Kabinetten Conte II und Draghi.

## Ausbildung
D’Incà studierte Wirtschaft und Handel an der Universität Trient. Bis 2013 war er Analyst für IT-Managementsysteme in einem privaten Unternehmen. Zuvor war er Senior Manager in einem multinationalen großen Einzelhandelsunternehmen und Qualitätsmanager in einem Robotik- und Automatisierungsunternehmen. Er war Geschäftsführer der Italien-USA-Stiftung.

## Politik
Bei den Parlamentswahlen 2013 wurde er zum Abgeordneten der Camera dei deputati im Wahlkreis Venetien 2 für die Fünf-Sterne-Bewegung gewählt.
Am 26. März 2015 wurde er offiziell Präsident der M5S-Fraktion und vertrat damit die Fraktion rechtlich in administrativen und bürokratischen Bereichen.
2016 war er Vizepräsident der parlamentarischen Untersuchungskommission für die Digitalisierung der öffentlichen Verwaltung.
Bei den Parlamentswahlen 2018 wurde er als Abgeordneter wiedergewählt. Er wurde Mitglied der Haushalts-, Finanz- und Planungskommission, des Ausschusses für Kommunikation und externe Informationen, des Überwachungsausschusses für Dokumentationsaktivitäten, des Personalausschusses und des Sicherheitsausschusses.
Am 5. September 2019 wurde er zum Minister für Beziehungen zum Parlament der Kabinett Conte II ernannt. Dieses Amt übt er seit Anfang 2021 auch im Kabinett Draghi aus.